# CBN Joinville
CBN Joinville é uma emissora de rádio brasileira sediada em Joinville, cidade do estado de Santa Catarina. Opera no dial FM, na frequência 95.3 MHz, e é afiliada à CBN, sendo pertencente à NSC Comunicação. Seus estúdios estão localizados no Saguaçu, em frente ao Parque Zoobotânico, e sua antena de transmissão está no alto do Morro da Boa Vista, na mesma região.

## História

### Itapema FM (2003–2018)
A emissora foi fundada pelo Grupo RBS em 13 de março de 2003, sendo a segunda rádio do grupo em Joinville (que já contava com a Atlântida FM Joinville, adquirida em 2001) e a terceira da Rede Itapema FM. Tal como a cabeça de rede em Florianópolis, a rádio tinha uma programação musical automatizada e ininterrupta de músicas do gênero adulto contemporâneo, de artistas nacionais e internacionais.
Em 7 de março de 2016, a Itapema FM Joinville e a sua co-irmã em Florianópolis são vendidas para o Grupo NC, assim como as demais operações do Grupo RBS no estado, que passam a pertencer posteriormente à NSC Comunicação, braço midiático do grupo. Ambas passaram a atuar sozinhas como emissoras da rede após a saída da emissora de Porto Alegre, que virou 102.3 FM como parte do processo de transição da marca para a NSC.

### Rádio Globo (2018–2020)

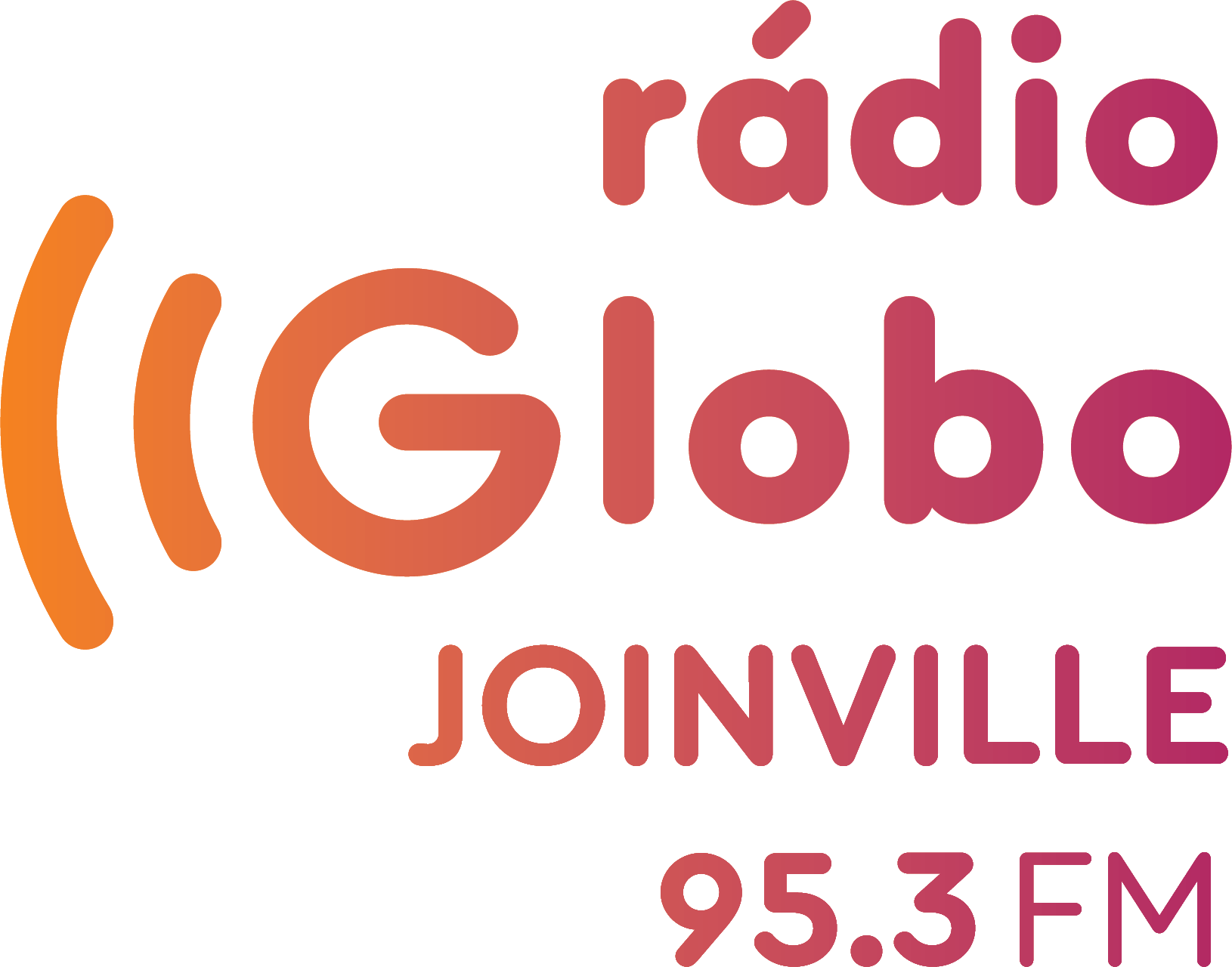
Logotipo da emissora entre 2018 e 2020

Em 5 de fevereiro de 2018, a NSC Comunicação divulgou um comunicado aos seus funcionários informando que a Itapema FM Joinville seria encerrada e teria sua programação substituída pela Rádio Globo, rede de rádios do Sistema Globo de Rádio. O acordo foi assinado oficialmente dois dias depois e sua estreia ocorreu em 1.º de março, às 20h, com a transmissão do Futebol Globo no Rádio gerado pela Rádio Globo São Paulo. A mudança marcou a reestreia da Rádio Globo na região, onde já teve passagem pela Rádio Clube, sendo a primeira vez que a emissora atua no FM.
Com a nova afiliação, a emissora estreou os programas Café das Seis, apresentado por Marcos Pereira e Carolina Wanzuita, e o bloco local do Redação Globo, apresentado por Bruna Hammes em conjunto com a versão nacional ancorada por Rosana Jatobá. As notícias locais também eram atualizadas ao longo do dia com o boletim #Globo, apresentado nos intervalos da programação.
A partir da mudança de estilo da Rádio Globo em 15 de julho de 2019, que passou a focar numa programação musical voltada aos ritmos populares, a Rádio Globo Joinville continuou mantendo o caráter jornalístico das suas atrações, além de criar novos programas. Na faixa matinal, além de manter o Café das Seis, a emissora estreou o No Ar, apresentado por Morghana Santhiago, que era um bloco do programa transmitido em rede. O Redação Globo foi expandido para uma hora completa, e passou das 17h para as 18h, no lugar do extinto Zona Mista, e o boletim #Globo foi substituído pelo Giro NSC, passando a ser veiculado de hora em hora.

### CBN (2020–presente)
Em 5 de novembro de 2020, a NSC Comunicação anunciou que a frequência da Rádio Globo Joinville passaria a ser ocupada pela CBN, marcando a chegada da rede jornalística à cidade, encerrando assim a trajetória como Rádio Globo meses após o fim da rede. A CBN Joinville estreou oficialmente em 26 de novembro, às 20h, com a transmisssão do programa Quatro em Campo.

## Comunicadores
- Jean Patrick
- Jota Deschamps
- Marcos Pereira
- Morghana Santiago
- Rafael Custódio
- Rodrigo Zimmermann

## Programas
- Notícia na Manhã
- CBN Mais

Retransmitidos da CBN Floripa
- CBN Total
- SC Connection
- Redação CBN

### Membros antigos
- Beto Lima
- Bruna Hammes
- Carolina Wanzuita